# 金在博
金 在博（キム・ジェバク、김재박、1954年5月23日 - ）は韓国大邱広域市出身の野球指導者である。

## 人物
ソウル特別市の大光（テグァン）高校を卒業。高校時代は小柄な体格のため、スカウトの目にとどまらなかった。このため、ソウル市内の大学に進学できず、故郷の嶺南（ヨンナム）大学に進学。大学時代から全国大会で頭角を現す。大学卒業後、日本の社会人野球にあたる実業団野球の空軍と韓国化粧品で活躍。アマチュア時代は走攻守すべてにおいて優れた韓国球界きっての遊撃手として君臨した。
1982年の世界野球選手権大会優勝の主役の一人である。並外れた野球センスの持ち主で、決勝の日本戦では、試合終盤、スクイズ作戦を読まれてピッチアウトされたにもかかわらず、打席から身を投げてバットにボールを当ててスクイズを成功させるプレイを披露。その後の逆転劇のきっかけになった。このプレイは韓国で「蛙バント」と呼ばれ今も伝説のプレイの一場面として語り継がれている。また、その器用さのため、ベンチ入り選手を使い果たした時、ピッチャーやキャッチャーとして緊急投入されたこともある。ピッチャーとしても通算1勝を記録した。
1982年の韓国プロ野球の発足当時、MBC青龍への入団が内定されていたが、世界野球選手権大会のために入団を大会後に見送られ、プロとしてのデビューは同年10月の消化試合だった。デビュー当時28歳という選手として決して若くない年でプロ生活を始めたにもかかわらず、プロでもアマチュア時代の名声に遜色ない活躍を見せた。1983年から同チームの攻守両面に及んで要の役割を担って、チームがLGに身売りされても40歳近くまで遊撃手一筋でその座を譲ることはなかった。1990年はプロでの初めての優勝も経験したが、選手生活終盤は年齢から来る衰えが目に見えるほど明らかになって、1991年シーズンオフ、LG球団は引退およびコーチ就任を勧告した。
しかし、プロでの個人通算1000本安打に未練を残していた彼はこれを振り切って、太平洋ドルフィンズで現役生活の延長を図った。球団の看板スターであったことで引退した後はチームの幹部コースが内定され、監督候補として最有力であると見られたが、この時現役延長を巡って起こしたLG球団側とのわだかまりで監督として古巣に復帰するのに15年の歳月を費やした。そこまでして延長した現役生活も1年限りで、1992年シーズン終了後、太平洋で現役引退し同球団のコーチに就任した。現役時代は盗塁王1度、遊撃手としてゴールデングラブ受賞5度の実績を誇る。
1996年太平洋が球団を売却して現代ユニコーンズになったとき同球団の監督に就任。2006年まで4度の韓国シリーズ優勝に導く。2007年よりLGツインズ監督に就任。創設以来初めての最下位の屈辱を味わった古巣の建て直しに着手。ヘテ・タイガース出身である李順喆（イ・スンチョル）前監督の失敗に対する反動と、MBC青龍およびLGツインズの出身でソウルを代表する看板スターであったこと、そしてチームが回復の兆しを見せたことなどが絡んで、ツインズのファンから支持を得て、近年では最も好成績の5位となった。だが翌2008年は低迷を続け、LGとしては2年ぶり2度目、監督生活13年目にして初の最下位で終わり、2009年も7位と相変わらず下位にとどまったことで、3年契約が切れたこの年限りで退任となった。
国際大会では、初めて代表チーム監督を務めた2003年アテネオリンピックの予選では、台湾戦で逆転サヨナラ負けを喫して敗退。2006年のワールド・ベースボール・クラシックでは、コーチとして参加し韓国代表チームのベスト4進出に貢献したが、再び監督を務めたドーハで行われた2006年アジア競技大会でも、金メダルを期待されながら、台湾代表に完敗の後、プロ選手は一人も参加していなかった社会人主体の日本代表にすらサヨナラ負けを喫する失態を演じ、銅メダルに留まる。他のチームは遥かに格下のレベルである状況の中、事実上最下位ということで韓国のファンから批判を浴びた。
この一連の国際大会での失敗は、2002年のアジア競技大会の優勝及びワールド・ベースボール・クラシック準決勝進出などの成果をあげた金寅植(キム・インシク)とよく比較の対象にもなる。単独のチームを長い間指導し独自の野球スタイルを浸透させ結果を出すことには長けているが、代表チームのような寄せ集めの集団を短期間で指導するのには適性がないという指摘もあり、今後代表チームの指揮をとることはないと思われる。
監督としては、犠打や盗塁を多用するいわゆるスモールボールを追求。SKワイバーンズの金星根（キム・ソングン）監督とともに「勝っても面白くない」野球の代名詞として批判される。
韓国プロ野球が発足した1982年から2009年まで選手、コーチ、監督生活を含めて、1年も現場を離れたことのなかった唯一の人物でもある。
2010年からは、KBOの役職につき、プロ野球の試合運営を担当することになった。2016年4月3日、蚕室野球場でのLGツインズ - ハンファ・イーグルス戦の運営において、14時の試合開始前に雨が弱まっていてグラウンド状態もさほど悪化していなかったにもかかわらず中止の決定を下したことに非難が集まり、翌4月4日、KBOより6試合の出場停止処分が科せられた。

## 詳細情報

### 年度別打撃成績
| 年 度     | 球 団     | 試 合 | 打 席 | 打 数 | 得 点 | 安 打 | 二 塁 打 | 三 塁 打 | 本 塁 打 | 塁 打 | 打 点 | 盗 塁 | 盗 塁 死 | 犠 打 | 犠 飛 | 四 球 | 敬 遠 | 死 球 | 三 振 | 併 殺 打 | 打 率 | 出 塁 率 | 長 打 率 | O P S |
| --------- | --------- | ----- | ----- | ----- | ----- | ----- | -------- | -------- | -------- | ----- | ----- | ----- | -------- | ----- | ----- | ----- | ----- | ----- | ----- | -------- | ----- | -------- | -------- | ----- |
| 1982      | MBC LG    | 3     | 13    | 13    | 0     | 0     | 0        | 0        | 0        | 0     | 0     | 0     | 0        | 0     | 0     | 0     | 0     | 0     | 3     | 0        | .000  | .000     | .000     | .000  |
| 1983      | MBC LG    | 97    | 433   | 373   | 53    | 108   | 22       | 2        | 5        | 149   | 46    | 34    | 12       | 4     | 4     | 42    | 3     | 10    | 23    | 7        | .290  | .373     | .399     | .772  |
| 1984      | MBC LG    | 91    | 392   | 343   | 53    | 103   | 11       | 5        | 7        | 145   | 37    | 26    | 11       | 3     | 5     | 36    | 1     | 5     | 33    | 6        | .300  | .370     | .423     | .793  |
| 1985      | MBC LG    | 100   | 431   | 377   | 54    | 118   | 15       | 3        | 3        | 148   | 36    | 50    | 17       | 6     | 3     | 39    | 1     | 5     | 29    | 3        | .313  | .382     | .393     | .775  |
| 1986      | MBC LG    | 102   | 447   | 386   | 67    | 102   | 18       | 4        | 4        | 140   | 43    | 38    | 14       | 16    | 2     | 36    | 3     | 7     | 36    | 5        | .264  | .336     | .363     | .699  |
| 1987      | MBC LG    | 100   | 448   | 399   | 53    | 113   | 23       | 5        | 1        | 149   | 24    | 33    | 18       | 4     | 1     | 39    | 2     | 5     | 26    | 7        | .283  | .354     | .373     | .727  |
| 1988      | MBC LG    | 99    | 447   | 409   | 49    | 109   | 18       | 1        | 2        | 135   | 26    | 25    | 12       | 6     | 3     | 28    | 2     | 1     | 23    | 3        | .267  | .313     | .330     | .643  |
| 1989      | MBC LG    | 101   | 425   | 357   | 64    | 102   | 8        | 2        | 3        | 123   | 27    | 39    | 14       | 7     | 4     | 53    | 0     | 4     | 33    | 6        | .286  | .380     | .345     | .725  |
| 1990      | MBC LG    | 109   | 431   | 381   | 49    | 91    | 9        | 2        | 2        | 110   | 45    | 14    | 9        | 10    | 2     | 36    | 2     | 2     | 24    | 5        | .239  | .306     | .289     | .595  |
| 1991      | MBC LG    | 82    | 292   | 247   | 34    | 65    | 13       | 2        | 0        | 82    | 18    | 15    | 7        | 15    | 0     | 28    | 1     | 2     | 23    | 6        | .263  | .343     | .332     | .675  |
| 1992      | 太平洋    | 82    | 311   | 276   | 36    | 61    | 11       | 0        | 1        | 75    | 19    | 10    | 5        | 3     | 1     | 27    | 0     | 4     | 26    | 3        | .221  | .299     | .272     | .571  |
| KBO：11年 | KBO：11年 | 966   | 4070  | 3561  | 512   | 972   | 148      | 26       | 28       | 1256  | 321   | 284   | 119      | 74    | 25    | 364   | 15    | 45    | 279   | 51       | .273  | .346     | .353     | .699  |

- 太字はリーグ最高

### 年度別投手成績
| 年度 | チーム | 勝利 | 敗戦 | 防御率 | 試合 | セーブ | イニング | 被安打 | 失点 | 自責点 | 被本塁打 | 四死球 | 奪三振 |
| 1985 | MBC    | 1    | 0    | 0.00   | 1    | 0      | 0 2/3    | 0      | 0    | 0      | 0        | 0      | 0      |
| 通算 |        | 1    | 0    | 0.00   | 1    | 0      | 0 2/3    | 0      | 0    | 0      | 0        | 0      | 0      |

### 背番号
- 7 （1982年 - 1992年）
- 70 （1993年 - 2009年）

## 監督としての成績

### 年度別成績
| 年度            | チーム          | 順位 | 公式戦順位（※1） | 試合 | 勝利 | 敗戦 | 引分 | 勝率 | ゲーム差(※2) |
| 1996            | 現 代           | 2    | 4                | 126  | 67   | 54   | 5    | .552 | 4.5          |
| 1997            | 現 代           | 6    | 6                | 126  | 51   | 71   | 4    | .421 | 22.5         |
| 1998            | 現 代           | 1    | 1                | 126  | 81   | 45   | 0    | .643 | -            |
| 1999            | 現 代           | 5    | 3                | 132  | 68   | 59   | 5    | .535 | 8.0          |
| 2000            | 現 代           | 1    | 1                | 133  | 91   | 40   | 2    | .695 | -            |
| 2001            | 現 代           | 3    | 2                | 133  | 72   | 57   | 4    | .558 | 7.0          |
| 2002            | 現 代           | 4    | 3                | 133  | 70   | 58   | 5    | .547 | 11.5         |
| 2003            | 現 代           | 1    | 1                | 133  | 80   | 51   | 2    | .611 | -            |
| 2004            | 現 代           | 1    | 1                | 133  | 75   | 53   | 5    | .586 | -            |
| 2005            | 現 代           | 7    | 7                | 126  | 53   | 70   | 3    | .431 | 21.5         |
| 2006            | 現 代           | 3    | 2                | 126  | 70   | 55   | 1    | .560 | 4.0          |
| 2007            | L G             | 5    | 5                | 126  | 58   | 62   | 6    | .483 | 14.5         |
| 2008            | L G             | 8    | 8                | 126  | 46   | 80   | 0    | .365 | 36.5         |
| 2009            | L G             | 7    | 7                | 133  | 54   | 75   | 4    | .419 | 27.0         |
| 通算:14シーズン | 通算:14シーズン |      |                  | 1812 | 936  | 830  | 46   | .530 |              |

※1　1999年、2000年は2リーグ制での所属リーグでの順位。現代はドリーム・リーグ所属だったため、ここでの順位はドリーム・リーグでの順位。
※2　公式戦1位チームとのゲーム差。

### ポストシーズン
- 太字は勝利したシリーズ

| 年度 | チーム | ステージ     | 対戦相手     | 結果        | 星取表    |
| 1996 | 現 代  | 準プレイオフ | ハンファ     | 2勝         | ○○        |
| 1996 | 現 代  | プレイオフ   | サンバンウル | 3勝2敗      | ●●○○○     |
| 1996 | 現 代  | 韓国シリーズ | ヘテ         | 2勝4敗      | ●○●○●●    |
| 1998 | 現 代  | 韓国シリーズ | LG           | 4勝2敗      | ○○●○●○    |
| 2000 | 現 代  | プレイオフ   | 三星         | 4勝         | ○○○○      |
| 2000 | 現 代  | 韓国シリーズ | 斗山         | 4勝3敗      | ○○○●●●○   |
| 2001 | 現 代  | プレイオフ   | 斗山         | 1勝3敗      | ○●●●      |
| 2002 | 現 代  | 準プレイオフ | LG           | 2敗         | ●●        |
| 2003 | 現 代  | 韓国シリーズ | SK           | 4勝3敗      | ○●●○○●○   |
| 2004 | 現 代  | 韓国シリーズ | 三星         | 4勝2敗3分け | ○△●△○●△○○ |
| 2006 | 現 代  | プレイオフ   | ハンファ     | 1勝3敗      | ○●●●      |

## タイトル
- 盗塁王 - 1985年
- ゴールデングラブ賞 - 1983、1984、1985、1986、1989年